# استارت آپ (مجموعه تلویزیونی)
استارت آپ (به کره‌ای: 스타트업) یک مجموعهٔ تلویزیونی کره جنوبی سال ۲۰۲۰ با بازیگری به سوزی، نام جو هیوک، کیم سون هو و کانگ هان نا است. فیلم‌نامهٔ این سریال توسط پارک هه ریون نوشته شده که این سومین پروژهٔ همکاری او با سوزی بعد از سریال‌های رؤیای بلند و وقتی تو خواب بودی است. این مجموعه از ۱۷ اکتبر  تا ۶ نوامبر ۲۰۲۰ از تی‌وی‌ان شنبه و یکشنبه‌ها ساعت ۲۱:۰۰ (کی‌اس‌تی) پخش شد. این مجموعه برای پخش در سراسر جهان از نتفلیکس در دسترس است.

## خلاصه داستان
این سریال زندگی دختر سخت‌کوش و پرتلاشی به نام سو دال می (به سوزی) را روایت می‌کند که پس از جدایی پدر و مادرش از یک‌دیگر تصمیم می‌گیرد با پدرش زندگی کند. او در رقابت با خواهر پولدارش وون این جه (کانگ هان نا) بسیار تلاش می‌کند تا استارت‌آپ خود را بر پا کند. از طرفی نام دو سان (نام جو هیوک) مؤسس شرکت سامسان تک، فرد باهوشی است که سو دال می از او الهام می‌گیرد. نام دو سان به همراه هان جی پیونگ (کیم سون هو) که سرمایه‌گزار موفقی است، به سو دال می کمک می‌کنند تا به رؤیای خود برسد.

## بازیگران

### اصلی
- به سوزی در نقش سو دال می
  - هو جونگ اون در نقش جوانی سو دال می
- نام جو هیوک در نقش نام دو سان
  - کیم کانگ هون در نقش جوانی نام دو سان
- کیم سون هو در نقش هان جی پیونگ
  - نام دا روم در نقش جوانی هان جی پیونگ
- کانگ هان نا در نقش وون این جه
  - لی ره در نقش جوانی وون این جه

### سایر بازیگران

#### اطرافیان سو دال می و وون این جه
- کیم هه سوک در نقش چویی وون دوک (مادر سو چانگ میونگ مادربزرگ دال می و این جه)
- سونگ سون می در نقش چا آهون (مادر دال می و وون این جه)
- کیم جو هون در نقش سو چانگ میونگ (پدر دال می)
- اوم هیو سوپ در نقش وون دو جانگ (ناپدری وون این جه)
- مون دونگ هیوک در نقش وون سانگ سو

#### افراد شرکت سامسان تک
- یو سو بین[۳] در نقش لی چول سان
- کیم دو وان[۴] در نقش کیم یونگ سان
- استفانی لی[۵] در نقش جونگ سا ها

#### اطرافیان نام دو سان
- کیم هی جونگ در نقش مادر نام دو سان
- کیم وون هه در نقش پدر نام دو سان
- جانگ سه هیون در نقش پسر دایی نام دو سان

### بازیگران فرعی
- سو یی سوک در نقش یون سون هاک
- کیم مین سوک در نقش پارک دونگ چون
- چو ته گوان در نقش الکس کوان

### بازیگران مهمان
- یو جین گو در نقش جانگ یونگ شیل (فقط صدا)[۶]/هونگ جی سوک[۷]
- لی بو یونگ در نقش سونگ هیون (قسمت ۱۰)[۸]
- مون سه یون در نقش گارد امنیت[۹]
- پارک چان هو در نقش ورزشکار مورد علاقهٔ دوسان[۹]
- به هه سون در نقش لی هه وون (رهبر تیم بیمه عمر سونگجو)[۱۰]

## ریتینگ
| فصل | فصل | شمارهٔ قسمت | شمارهٔ قسمت | شمارهٔ قسمت | شمارهٔ قسمت | شمارهٔ قسمت | شمارهٔ قسمت | شمارهٔ قسمت | شمارهٔ قسمت | شمارهٔ قسمت | شمارهٔ قسمت | شمارهٔ قسمت | شمارهٔ قسمت | شمارهٔ قسمت | شمارهٔ قسمت | شمارهٔ قسمت | شمارهٔ قسمت | میانگین |
| فصل | فصل | ۱          | ۲          | ۳          | ۴          | ۵          | ۶          | ۷          | ۸          | ۹          | ۱۰         | ۱۱         | ۱۲         | ۱۳         | ۱۴         | ۱۵         | ۱۶         | میانگین |
| --- | --- | ---------- | ---------- | ---------- | ---------- | ---------- | ---------- | ---------- | ---------- | ---------- | ---------- | ---------- | ---------- | ---------- | ---------- | ---------- | ---------- | ------- |
|     | ۱   | ۱۲۱۱       | ۱۱۵۵       | ۱۱۵۵       | ۱۳۸۱       | ۱۴۱۵       | ۱۲۹۱       | ۱۳۱۸       | ۱۳۱۰       | ۱۲۵۶       | ۱۱۲۰       | ۱۲۸۷       | ۱۳۰۸       | ۱۲۵۵       | ۱۳۴۹       | ۱۳۵۵       | ۱۳۳۶       | ۱۲۰۶    |

| قسمت | پارت    | تاریخ پخش اصلی  | میانگین سهم مخاطب (AGB Nielsen) | میانگین سهم مخاطب (AGB Nielsen) |
| قسمت | پارت    | تاریخ پخش اصلی  | سراسر کشور                      | سئول                            |
| --- | ------- | --------------- | ------------------------------- | ------------------------------- |
| ۱ | ۱       | ۱۷ اکتبر، ۲۰۲۰  | ۴.۲۷۸٪ (2nd)                    | ۴.۴۱۶٪ (2nd)                    |
| ۱ | ۲       | ۱۷ اکتبر، ۲۰۲۰  | ۴.۴۹۵٪ (1st)                    | ۴.۵۵۳٪ (1st)                    |
| ۲ | ۱       | ۱۸ اکتبر، ۲۰۲۰  | ۴.۲۰۸٪ (2nd)                    | ۴.۵۸۵٪ (2nd)                    |
| ۲ | ۲       | ۱۸ اکتبر، ۲۰۲۰  | ۴.۳۶۱٪ (1st)                    | ۴.۶۶۶٪ (1st)                    |
| ۳ | ۱       | ۲۴ اکتبر، ۲۰۲۰  | ۴.۷۸۹٪ (1st)                    | ۵.۳۸۳٪ (1st)                    |
| ۳ | ۲       | ۲۴ اکتبر، ۲۰۲۰  | ۴.۴۶۸٪ (2nd)                    | ۵.۰۴۲٪ (2nd)                    |
| ۴ | ۱       | ۲۵ اکتبر، ۲۰۲۰  | ۴.۳۳۴٪ (2nd)                    | ۴.۷۶۱٪ (2nd)                    |
| ۴ | ۲       | ۲۵ اکتبر، ۲۰۲۰  | ۵.۰۱۰٪ (1st)                    | ۵.۶۹۶٪ (1st)                    |
| ۵ | ۱       | ۳۱ اکتبر، ۲۰۲۰  | ۴.۲۷۴٪ (2nd)                    | ۴.۸۶۱٪ (2nd)                    |
| ۵ | ۲       | ۳۱ اکتبر، ۲۰۲۰  | ۵.۴۲۴٪ (1st)                    | ۶.۰۶۱٪ (1st)                    |
| ۶ | ۱       | ۱ نوامبر، ۲۰۲۰  | ۴.۱۳۶٪ (2nd)                    | ۴.۱۳۶٪ (2nd)                    |
| ۶ | ۲       | ۱ نوامبر، ۲۰۲۰  | ۴.۷۴۱٪ (1st)                    | ۴.۸۸۰٪ (1st)                    |
| ۷ | ۱       | ۷ نوامبر، ۲۰۲۰  | ۴.۵۲۱٪ (۲nd)                    | ۵.۲۲۷٪ (۲nd)                    |
| ۷ | ۲       | ۷ نوامبر، ۲۰۲۰  | ۵.۰۶۵٪ (۱st)                    | ۵.۹۵۲٪ (۱st)                    |
| ۸ | ۱       | ۸ نوامبر، ۲۰۲۰  | ۳.۸۲۱٪ (4th)                    | ۴.۱۱۳٪ (2nd)                    |
| ۸ | ۲       | ۸ نوامبر، ۲۰۲۰  | ۴.۵۴۴٪ (۱st)                    | ۵.۰۳۱٪ (۱st)                    |
| ۹ | ۱       | ۱۴ نوامبر، ۲۰۲۰ | ۴.۸۷۹٪ (۲nd)                    | ۵.۷۱۸٪ (۲nd)                    |
| ۹ | ۲       | ۱۴ نوامبر، ۲۰۲۰ | ۵.۱۴۵٪ (۱st)                    | ۵.۹۴۶٪ (۱st)                    |
| ۱۰ | ۱       | ۱۵ نوامبر، ۲۰۲۰ | ۳.۹۵۴٪ (۲nd)                    | ۴.۴۳۳٪ (۲nd)                    |
| ۱۰ | ۲       | ۱۵ نوامبر، ۲۰۲۰ | ۴.۳۵۲٪ (۱st)                    | ۴.۸۳۹٪ (۱st)                    |
| ۱۱ | ۱       | ۲۱ نوامبر، ۲۰۲۰ | ۴.۱۳۰٪ (۲nd)                    | ۴.۵۸۲٪ (۲nd)                    |
| ۱۱ | ۲       | ۲۱ نوامبر، ۲۰۲۰ | ۴.۷۹۹٪ (۱st)                    | ۵.۴۶۲٪ (۱st)                    |
| ۱۲ | ۱       | ۲۲ نوامبر، ۲۰۲۰ | ۴.۲۷۰٪ (۲nd)                    | ۴.۸۱۴٪ (۲nd)                    |
| ۱۲ | ۲       | ۲۲ نوامبر، ۲۰۲۰ | ۵.۰۷۹٪ (۱st)                    | ۵.۶۷۱٪ (۱st)                    |
| ۱۳ | ۱       | ۲۸ نوامبر، ۲۰۲۰ | ۴.۶۶۶٪ (۲nd)                    | ۵.۲۷۸٪ (۲nd)                    |
| ۱۳ | ۲       | ۲۸ نوامبر، ۲۰۲۰ | ۵.۱۵۱٪ (۱st)                    | ۶.۰۲۳٪ (۱st)                    |
| ۱۴ | ۱       | ۲۹ نوامبر، ۲۰۲۰ | ۴.۵۷۳٪ (۲nd)                    | ۵.۰۴۱٪ (۲nd)                    |
| ۱۴ | ۲       | ۲۹ نوامبر، ۲۰۲۰ | ۵.۲۵۵٪ (۱st)                    | ۵.۹۶۵٪ (۱st)                    |
| ۱۵ | ۱       | ۵ دسامبر، ۲۰۲۰  | ۴.۳۸۲٪ (۳rd)                    | ۴.۳۵۷٪ (۳rd)                    |
| ۱۵ | ۲       | ۵ دسامبر، ۲۰۲۰  | ۴.۹۸۰٪ (۲nd)                    | ۵.۴۸۳٪ (۲nd)                    |
| ۱۶ | ۱       | ۶ دسامبر، ۲۰۲۰  | ۴.۸۴۱٪ (۳rd)                    | ۵.۱۷۸٪ (۳rd)                    |
| ۱۶ | ۲       | ۶ دسامبر، ۲۰۲۰  | ۵.۱۸۷٪ (۲nd)                    | ۵.۴۱۵٪ (۲nd)                    |
| میانگین | میانگین | میانگین         | ۴.۶۲۸٪                          | ۵.۱۱۵٪                          |
| - در جدول بالا ، اعداد آبی نشان دهنده کمترین رتبه بندی و اعداد قرمز نشان دهنده بالاترین رتبه بندی هستند. - این درام از یک کانال کابلی / تلویزیون پولی پخش می شود که به طور معمول در مقایسه با تلویزیون آزاد / پخش کننده های عمومی (کی‌بی‌اس, اس‌بی‌اس, ام‌بی‌سی و ای‌بی‌اس) مخاطبان نسبتاً کمتری دارد. |         |                 |                                 |                                 |

## جوایز و نامزدی‌ها
| سال  | مراسم                                        | عنوان جایزه                      | گیرنده      | نتیجه    | منبع          |
| ---- | -------------------------------------------- | -------------------------------- | ----------- | -------- | ------------- |
| ۲۰۲۰ | مراسم اهدای جوایز آرتیست آسیا                | بهترین جایزه عاطفی بازیگر مرد    | کیم سون هو  | برنده    | [ ۱۳ ]        |
| ۲۰۲۰ | نوزدهمین جوایز اولین برند کره‌ای              | جایزه بهترین بازیگر زن           | به سوزی     | برنده    | [ ۱۴ ]        |
| ۲۰۲۱ | پنجاه و هفتمین مراسم اهدای جوایز هنری بکسانگ | جایزه بهترین بازیگر نقش مکمل مرد | کیم سون هو  | نامزدشده | [ ۱۵ ] [ ۱۶ ] |
| ۲۰۲۱ | پنجاه و هفتمین مراسم اهدای جوایز هنری بکسانگ | جایزه محبوب‌ترین بازیگر مرد       | کیم سون هو  | برنده    | [ ۱۷ ]        |
| ۲۰۲۱ | مراسم اهدای جوایز وفاداری مشتری با برند      | جایزه آیکن ترند بازیگر مرد       | کیم سون هو  | برنده    | [ ۱۸ ]        |
| ۲۰۲۱ | جوایز بین‌المللی درامای سئول                  | جایزه بهترین درام هالیو          | استارت آپ   | برنده    | [ ۱۹ ] [ ۲۰ ] |
| ۲۰۲۱ | جوایز بین‌المللی درامای سئول                  | جایزه بهترین بازیگر مرد هالیو    | نام جو هیوک | نامزدشده | [ ۱۹ ] [ ۲۱ ] |
| ۲۰۲۱ | جوایز بین‌المللی درامای سئول                  | جایزه بهترین بازیگر زن هالیو     | به سوزی     | برنده    | [ ۱۹ ] [ ۲۲ ] |
| ۲۰۲۱ | جوایز بین‌المللی درامای سئول                  | جایزه کاراکتر سال                | کیم سون هو  | برنده    | [ ۲۳ ]        |